# Чемпионат России по плаванию на короткой воде 2023
Чемпионат России по плаванию на короткой воде 2023 прошёл с 20 по 25 ноября в Санкт-Петербурге в центре водных видов спорта «Невская волна». На соревнованиях были разыграны 48 комплектов наград.
Размер призовых за установленные на соревнованиях рекорды: 400 тысяч рублей за мировой рекорд на индивидуальной дистанции, 800 тысяч рублей за мировой рекорд в эстафете, 162,5 тысячи рублей за рекорд Европы на индивидуальной дистанции и 325 тысяч рублей за рекорд Европы в эстафете.

## Призёры

### Мужчины
| Дисциплины                       | Золото                                                                           | Золото     | Серебро                                                                                 | Серебро  | Бронза                                                                                    | Бронза   |
| -------------------------------- | -------------------------------------------------------------------------------- | ---------- | --------------------------------------------------------------------------------------- | -------- | ----------------------------------------------------------------------------------------- | -------- |
| 50 м вольным стилем              | Егор Корнев Санкт-Петербург-1                                                    | 21,15      | Даниил Марков Новосибирская область-1                                                   | 21,43    | Дмитрий Жаворонков Самарская область                                                      | 21,44    |
| 100 м вольным стилем             | Егор Корнев Санкт-Петербург-1                                                    | 45,97      | Климент Колесников Москва-1                                                             | 46,23    | Андрей Минаков Татарстан-1                                                                | 46,52    |
| 200 м вольным стилем             | Мартин Малютин Омская область                                                    | 1:42,77    | Владислав Резниченко Омская область                                                     | 1:43,64  | Александр Щёголев Санкт-Петербург-1                                                       | 1:44,46  |
| 400 м вольным стилем             | Мартин Малютин Омская область                                                    | 3:41,45    | Савелий Лузин Свердловская область-1                                                    | 3:41,49  | Владислав Резниченко Омская область                                                       | 3:42,67  |
| 800 м вольным стилем             | Александр Степанов Московская область Ярославская область                        | 7:34,58 РР | Кирилл Мартынычев Санкт-Петербург-1                                                     | 7:36,75  | Савелий Лузин Свердловская область-1                                                      | 7:41,04  |
| 1500 м вольным стилем            | Александр Степанов Московская область Ярославская область                        | 14:24,17   | Кирилл Мартынычев Санкт-Петербург-1                                                     | 14:28.73 | Иван Моргун Волгоградская область                                                         | 14:42,03 |
| 50 м на спине                    | Климент Колесников Москва-1                                                      | 22,55      | Павел Самусенко Мурманская область                                                      | 23,07    | Мирон Лифинцев Санкт-Петербург-1                                                          | 23,22    |
| 100 м на спине                   | Климент Колесников Москва-1                                                      | 49,12      | Павел Самусенко Мурманская область                                                      | 49,23    | Мирон Лифинцев Санкт-Петербург-1                                                          | 49,37    |
| 200 м на спине                   | Евгений Рылов Московская область-1                                               | 1:50,20    | Дмитрий Савенко Калужская область-1                                                     | 1:51,78  | Фёдор Есин Самарская область                                                              | 1:52,32  |
| 50 м брассом                     | Илья Шиманович · Беларусь                                                        | 25,72      | Кирилл Пригода Санкт-Петербург-1                                                        | 25,94    | Данил Семьянинов Москва-1                                                                 | 26,24    |
| 100 м брассом                    | Данил Семьянинов Москва-1                                                        | 56,49      | Илья Шиманович · Беларусь                                                               | 56,55    | Кирилл Пригода Санкт-Петербург-1                                                          | 56,60    |
| 200 м брассом                    | Кирилл Пригода Санкт-Петербург-1                                                 | 2:02,56    | Данил Семьянинов Москва-1                                                               | 2:02,80  | Михаил Доринов Нижегородская область-1                                                    | 2:03,11  |
| 50 м баттерфляем                 | Олег Костин Нижегородская область-1                                              | 22,11      | Роман Шевляков Санкт-Петербург-1                                                        | 22,27    | Андрей Минаков Татарстан-1                                                                | 22,41    |
| 100 м баттерфляем                | Роман Шевляков Санкт-Петербург-1                                                 | 49,78      | Андрей Минаков Татарстан-1                                                              | 49,84    | Павел Самусенко Мурманская область                                                        | 50,10    |
| 200 м баттерфляем                | Александр Харланов Пензенская область-1                                          | 1:51,14    | Егор Павлов Пензенская область-1                                                        | 1:52,04  | Герман Зажирский Московская область-1                                                     | 1:54,78  |
| 100 м комплексное плавание       | Климент Колесников Москва-1                                                      | 50,80      | Андрей Жилкин Москва-1                                                                  | 52,44    | Дмитрий Савенко Калужская область-1                                                       | 53,58    |
| 200 м комплексное плавание       | Илья Бородин Брянская область                                                    | 1:53,09 РР | Максим Ступин Москва-1                                                                  | 1:53,72  | Алексей Сударев Санкт-Петербург-1                                                         | 1:54,99  |
| 400 м комплексное плавание       | Илья Бородин Брянская область                                                    | 3:59,50    | Максим Ступин Москва-1                                                                  | 4:02,71  | Алексей Сударев Санкт-Петербург-1                                                         | 4:05,04  |
| Эстафета 4×50 м вольным стилем   | Санкт-Петербург-1 Егор Корнев Роман Шевляков Даниил Косенков Василий Кукушкин    | 1:25,46    | Калужская область-1 Владислав Герасименко Сергей Фесиков Антон Волошин Михаил Вековищев | 1:26,36  | Пензенская область-1 Александр Харланов Егор Павлов Андрей Чулков Арсений Смыков          | 1:27,72  |
| Эстафета 4×100 м вольным стилем  | Санкт-Петербург-1 Егор Корнев Александр Щёголев Роман Шевляков Даниил Косенков   | 3:07,35    | Новосибирская область-1 Даниил Марков Александр Боровцов Михаил Антипов Арсений Десятов | 3:11,23  | Калужская область-1 Владислав Герасименко Дмитрий Савенко Сергей Фесиков Михаил Вековищев | 3:11,75  |
| Эстафета 4×200 м вольным стилем  | Санкт-Петербург-1 Даниил Косенков Александр Щёголев Матвей Гуков Алексей Ртищев  | 7:02,16    | Москва-1 Владислав Гринёв Михаил Довгалюк Владимир Иванов Пётр Жихарев                  | 7:02,35  | Санкт-Петербург—2 Александр Аксеновских Андрей Потапов Роман Котов Александр Егоров       | 7:05,95  |
| Комбинированная эстафета 4×50 м  | Санкт-Петербург-1 Мирон Лифинцев Кирилл Пригода Роман Шевляков Александр Щёголев | 1:33,12    | Беларусь · Виктор Стаселович · Илья Шиманович · Григорий Пекарский · Руслан Скоморошко  | 1:33,44  | Калужская область-1 Дмитрий Савенко Владислав Герасименко Михаил Вековищев Антон Волошин  | 1:34,45  |
| Комбинированная эстафета 4×100 м | Москва-1 Климент Колесников Данил Семьянинов Пётр Жихарев Владислав Гринёв       | 3:21,58    | Санкт-Петербург-1 Мирон Лифинцев Кирилл Пригода Роман Шевляков Егор Корнев              | 3:21,91  | Татарстан-1 Николай Зуев Эдуард Валиахметов Андрей Минаков Алексей Мерзляков              | 3:29,05  |

### Женщины
| Дисциплины                       | Золото                                                                                    | Золото   | Серебро                                                                                      | Серебро  | Бронза                                                                                            | Бронза   |
| -------------------------------- | ----------------------------------------------------------------------------------------- | -------- | -------------------------------------------------------------------------------------------- | -------- | ------------------------------------------------------------------------------------------------- | -------- |
| 50 м вольным стилем              | Арина Суркова Новосибирская область-1                                                     | 23,75    | Мария Каменева Калужская область-1                                                           | 23,82    | Дарья Трофимова Новосибирская область-1                                                           | 24,35    |
| 100 м вольным стилем             | Мария Каменева Калужская область-1                                                        | 52,22    | Дарья Трофимова Новосибирская область-1                                                      | 52,47    | Дарья Клепикова Воронежская область                                                               | 53,23    |
| 200 м вольным стилем             | Анна Егорова ХМАО-Югра — Калининградская обл.                                             | 1:55,22  | Дарья Клепикова Воронежская область                                                          | 1:56,39  | Валерия Саламатина Татарстан-1                                                                    | 1:56,56  |
| 400 м вольным стилем             | Анна Егорова ХМАО-Югра — Калининградская обл.                                             | 4:01,13  | Софья Дьякова Татарстан-1                                                                    | 4:04,39  | Валерия Саламатина Татарстан-1                                                                    | 4:06,39  |
| 800 м вольным стилем             | Анна Егорова ХМАО-Югра — Калининградская обл.                                             | 8:18,43  | Ксения Мишарина Москва-1                                                                     | 8:21,30  | Яна Курцева Волгоградская область                                                                 | 8:25,90  |
| 1500 м вольным стилем            | Ксения Мишарина Москва-1                                                                  | 15:53,75 | Анастасия Кувычко Волгоградская область                                                      | 16:02,89 | Яна Курцева Волгоградская область                                                                 | 16:10,36 |
| 50 м на спине                    | Мария Каменева Калужская область-1                                                        | 26,36    | Арина Хитёва Самарская область                                                               | 26,77    | Александра Курилкина Санкт-Петербург-1                                                            | 26,94    |
| 100 м на спине                   | Мария Каменева Калужская область-1                                                        | 57,23    | Дарья Васькина Москва-1                                                                      | 58,50    | Анастасия Дуплинская Новосибирская область-1                                                      | 58,59    |
| 200 м на спине                   | Анастасия Дуплинская Новосибирская область-1                                              | 2:07,19  | Валерия Егорова Московская область-1                                                         | 2:08,00  | Милана Степанова Санкт-Петербург-1                                                                | 2:08,61  |
| 50 м брассом                     | Евгения Чикунова Санкт-Петербург-1                                                        | 29,54    | Алина Змушко · Беларусь                                                                      | 29,66    | Юлия Ефимова Московская область-1                                                                 | 29,95    |
| 100 м брассом                    | Евгения Чикунова Санкт-Петербург-1                                                        | 1:03,80  | Алина Змушко · Беларусь                                                                      | 1:04,41  | Юлия Ефимова Московская область-1                                                                 | 1:05,37  |
| 200 м брассом                    | Евгения Чикунова Санкт-Петербург-1                                                        | 2:15,36  | Алина Змушко · Беларусь                                                                      | 2:19,67  | Юлия Ефимова Московская область-1                                                                 | 2:23,03  |
| 50 м баттерфляем                 | Арина Суркова Новосибирская область-1                                                     | 24,68    | Дарья Татаринова Санкт-Петербург-1                                                           | 25,47    | Дарья Клепикова Воронежская область                                                               | 25,84    |
| 100 м баттерфляем                | Арина Суркова Новосибирская область-1                                                     | 55,63 РР | Дарья Клепикова Воронежская область                                                          | 57,28    | Светлана Чимрова Санкт-Петербург-1                                                                | 57,63    |
| 200 м баттерфляем                | Светлана Чимрова Санкт-Петербург-1                                                        | 2:08,00  | Анастасия Колпакова Татарстан-1                                                              | 2:10,55  | Дарья Рогожинова Московская область-1                                                             | 2:10,98  |
| 100 м комплексное плавание       | Яна Шакирова Санкт-Петербург-1                                                            | 59,78    | Виктория Машкина Приморский край                                                             | 1:00,30  | Ирина Кривоногова Пензенская область-1                                                            | 1:00,66  |
| 200 м комплексное плавание       | Яна Шакирова Санкт-Петербург-1                                                            | 2:09,62  | Ирина Кривоногова Пензенская область-1                                                       | 2:10,33  | Анастасия Сорокина Краснодарский край                                                             | 2:10,96  |
| 400 м комплексное плавание       | Ирина Кривоногова Пензенская область-1                                                    | 4:35,82  | Дарья Рогожинова Московская область-1                                                        | 4:40,29  | Анастасия Сорокина Краснодарский край                                                             | 4:42,57  |
| Эстафета 4×50 м вольным стилем   | Санкт-Петербург-1 Александра Курилкина Дарья С. Устинова Дарья Татаринова Анна Селезнёва  | 1:38,10  | Калужская область-1 Мария Каменева Полина Иванушкина Елена Давыдова Алина Гайфутдинова       | 1:38,63  | Красноярский край Софья Максимова Софья Братышева Анастасия Осипенко Анна Ганус                   | 1:39,61  |
| Эстафета 4×100 м вольным стилем  | Санкт-Петербург-1 Александра Курилкина Дарья Сурушкина Дарья Татаринова Дарья С. Устинова | 3:34,43  | Новосибирская область-1 Арина Суркова Анита Грищенко Виктория Старостина Дарья Трофимова     | 3:36,04  | Москва-1 Мария Полещук Дарья Муллакаева Елизавета Сусорова Анастасия Журавлёва                    | 3:38,19  |
| Эстафета 4×200 м вольным стилем  | Санкт-Петербург-1 Валерия Козлова Дарья Сурушкина Милана Степанова Дарья С. Устинова      | 7:52,19  | Татарстан-1 Валерия Саламатина Софья Дьякова Анастасия Колпакова Дарья К. Устинова           | 7:53,48  | Воронежская область Анастасия Саратова Александра Цветковская Евгения Садовникова Дарья Клепикова | 7:57,73  |
| Комбинированная эстафета 4×50 м  | Новосибирская область-1 Арина Суркова Виталина Симонова Анита Грищенко Дарья Трофимова    | 1:46,75  | Красноярский край Анастасия Осипенко Анна Ганус Наталья Можина Софья Максимова               | 1:48,49  | Москва-1 Дарья Васькина Ульяна Жданова Анастасия Журавлёва Мария Полещук                          | 1:48,50  |
| Комбинированная эстафета 4×100 м | Санкт-Петербург-1 Влада Егги Евгения Чикунова Светлана Чимрова Дарья Сурушкина            | 3:54,97  | Новосибирская область-1 Анастасия Дуплинская Виталина Симонова Арина Суркова Дарья Трофимова | 3:55,06  | Москва-1 Дарья Васькина Ника Годун Анастасия Журавлёва Дарья Муллакаева                           | 3:57,85  |

### Смешанные дисциплины
| Дисциплины                      | Золото                                                                                 | Золото  | Серебро                                                                                      | Серебро | Бронза                                                                                   | Бронза  |
| ------------------------------- | -------------------------------------------------------------------------------------- | ------- | -------------------------------------------------------------------------------------------- | ------- | ---------------------------------------------------------------------------------------- | ------- |
| Эстафета 4×50 м вольным стилем  | Новосибирская область-1 Даниил Марков Александр Боровцов Арина Суркова Дарья Трофимова | 1:30,37 | Татарстан-1 Андрей Минаков Алексей Мерзляков Олеся Корчагина Ирина Злобина                   | 1:32,66 | Калужская область-1 Сергей Фесиков Михаил Вековищев Полина Иванушкина Алина Гайфутдинова | 1:32,99 |
| Комбинированная эстафета 4×50 м | Санкт-Петербург-1 Мирон Лифинцев Кирилл Пригода Дарья Татаринова Александра Курилкина  | 1:38,38 | Калужская область-1 Мария Каменева Владислав Герасименко Михаил Вековищев Алина Гайфутдинова | 1:39,73 | Москва-1 Степан Калабин Данил Семьянинов Анастасия Журавлёва Мария Полещук               | 1:40,03 |